# Чемпионат Европы по корфболу
 Чемпионат Европы по корфболу  — корфбольное международное соревнование, проводимое под эгидой Международной федерации корфбола. Проводится раз в четыре года. Первый турнир прошел в Португалии в 1998 году.

## История чемпионатов
Первый чемпионат прошел в 1998 году в Португалии. Его выиграли родоначальники и лидеры мирового корфбола-голландцы,переиграв своих вечных соперников бельгийцев. Третье место заняли хозяева - португальцы 
В 2002 году в Каталонии сборной Чехии удаось сотворить сенсацию, победив сборную Бельгии со счетом 20-19 и выйти в финал, где они проиграли Нидерландам со счетом 9-15. Третье место досталось сборной Бельгии. 
В 2006 году в Венгрии Нидерланды в третий раз подряд завоевали титул чемпиона, обыграв бельгийцев со счетом 25-14 

## Результаты
| Год  | Место проведения | Чемпион    | Финал | Второе место | Третье место | Матч за 3-е место | Четвертое место |
| ---- | ---------------- | ---------- | ----- | ------------ | ------------ | ----------------- | --------------- |
| 1998 | Португалия       | Нидерланды | 26-13 | Бельгия      | Португалия   | 16-13             | Чехия           |
| 2002 | Каталония        | Нидерланды | 15-9  | Чехия        | Бельгия      | 29-9              | Германия        |
| 2006 | Венгрия          | Нидерланды | 25-14 | Бельгия      | Чехия        | 16-15(Зол. мяч)   | Германия        |
| 2010 | Нидерланды       | Нидерланды | 25:21 | Бельгия      | Чехия        | 18:11             | Германия        |
| 2014 | Майа             |            |       |              |              |                   |                 |